# Ivan Karačić
Ivan Karačić (ur. 20 lutego 1996 w Mostarze) – bośniacki koszykarz, występujący na pozycji skrzydłowego, posiadający także chorwackie obywatelstwo.
24 czerwca 2020 podpisał kontrakt z MKS-em Dąbrowa Górnicza. 8 listopada opuścił klub.

## Osiągnięcia
Stan na 18 listopada 2020, na podstawie, o ile nie zaznaczono inaczej.
Drużynowe
- Mistrz Bośni i Hercegowiny (2019)[5]
- Wicemistrz Bośni i Hercegowiny (2014, 2015)
- Zdobywca Pucharu Bośni i Hercegowiny (2014)
- Finalista Pucharu Bośni i Hercegowiny (2015, 2016)[6]

Indywidualne
(* – nagrody przyznane przez portal eurobasket.com)
- Najlepszy środkowy ligi bośniackiej (2020)*[7]
- Zaliczona do*:
  - I składu:
    - ligi bośniackiej (2020)[7]
    - zawodników krajowych ligi bośniackiej (2019, 2020)[5][7]

  - III składu ligi bośniackiej (2016)[6]
  - składu honorable mention ligi bośniackiej (2017, 2018)[8][9]

Reprezentacja
- Wicemistrz świata U–19 (2015)
- Uczestnik mistrzostw Europy:
  - U–20 dywizji B (2016 – 4. miejsce)
  - U–16 (2012 – 4. miejsce)